# Галкин, Иван Иванович
Иван Иванович Га́лкин (9 апреля 1905—14 апреля 1961) — передовик советской железнодорожной отрасли, машинист локомотивного депо Саратов-2 Приволжской железной дороги, Саратовская область, Герой Социалистического Труда (1959).

## Биография
Родился в 1905 году в городе Саратове в семье рабочего. Русский. Окончил 4 класса начальной школы в 1918 году. В 1919 году трудоустроился на станцию Саратов Рязано-Уральской железной дороги. Вся его трудовая деятельность связана с этим предприятием. Начинал помощником слесаря, а к 1922 году стал самостоятельно работать слесарем. В 1925 году вступил в члены ВКП(б)/КПСС.
В 1926 году сдал экзамен и стал помощником машиниста, через пять лет стал машинистом. Машинистом отработал около 30 лет с небольшим перерывом. В 1930 году занимал выборную должность в профсоюзе. С 1937 по 1939 годы являлся ревизором по безопасности на станциях Покровской железной дороги. С 1940 по 1942 годы дежурный по депо. С мая 1942 года машинист-инструктор.
Указом Президиума Верховного Совета СССР от 1 августа 1959 года за выдающиеся производственные достижения Ивану Ивановичу Галкину было присвоено звание Героя Социалистического Труда с вручением ордена Ленина и медали «Серп и Молот».
Работал до последних дней своей жизни. Проживал в городе Саратове. Умер 14 апреля 1961 года. Похоронен на Воскресенском кладбище города Саратов.

## Награды
- золотая звезда «Серп и Молот» (01.08.1959)
- Два ордена Ленина (10.04.1951, 01.08.1959)
- Медаль «За оборону Сталинграда»
- другие медали.